# Französische Badmintonmeisterschaft 2016
Die Französische Meisterschaft 2016 im Badminton fand vom 4. bis zum 7. Februar 2016 in Rouen statt. Es war die 67. Austragung der nationalen Titelkämpfe im Badminton in Frankreich.

## Medaillengewinner
| Disziplin    | Gold                                      | Silber                         | Bronze                                   |
| ------------ | ----------------------------------------- | ------------------------------ | ---------------------------------------- |
| Herreneinzel | Lucas Corvée                              | Lucas Claerbout                | Thomas Rouxel                            |
| Herreneinzel | Lucas Corvée                              | Lucas Claerbout                | Brice Leverdez                           |
| Dameneinzel  | Perrine Lebuhanic                         | Sashina Vignes Waran           | Lole Cortois                             |
| Dameneinzel  | Perrine Lebuhanic                         | Sashina Vignes Waran           | Elsa Danckers                            |
| Herrendoppel | Bastian Kersaudy Gaëtan Mittelheisser     | Jordan Corvée Julien Maio      | Joris Grosjean Sylvain Grosjean          |
| Herrendoppel | Bastian Kersaudy Gaëtan Mittelheisser     | Jordan Corvée Julien Maio      | Laurent Constantin Matthieu Lo Ying Ping |
| Damendoppel  | Delphine Delrue Léa Palermo               | Audrey Mittelheisser Anne Tran | Andréa Vanderstukken Sarah Sicard        |
| Damendoppel  | Delphine Delrue Léa Palermo               | Audrey Mittelheisser Anne Tran | Marie Batomene Émilie Lefel              |
| Mixed        | Gaëtan Mittelheisser Audrey Mittelheisser | Ronan Labar Émilie Lefel       | Bastian Kersaudy Léa Palermo             |
| Mixed        | Gaëtan Mittelheisser Audrey Mittelheisser | Ronan Labar Émilie Lefel       | Julien Maio Lorraine Baumann             |